# Darkstalkers
Darkstalkers, connue au Japon et en Asie sous le nom Vampire (ヴァンパイア), est une série de jeux vidéo de combat créée par Capcom dans laquelle se mesurent diverses créatures fantastiques ou mythologiques.

## Historique
Darkstalkers fut le premier vrai jeu de combat Capcom développé exclusivement sur CP System II, contrairement à Super Street Fighter II: The New Challengers qui n'était qu'en partie une adaptation de l'ancien support CP System. Proposant une animation très fluide, des coups normaux et spéciaux excentriques ainsi qu'un large panel d'enchaînements, ce jeu fut la plus importante évolution en termes de graphisme et de gameplay réalisée par Capcom depuis Street Fighter II. Darkstalkers fut également le premier jeu de combat à autoriser la parade aérienne. Néanmoins, bien que fort reconnue au Japon, la série n'obtint pas en Occident un succès considérable.

## Série
| 1994 | Darkstalkers: The Night Warriors        |
| 1995 | Night Warriors: Darkstalkers' Revenge   |
| 1996 |                                         |
| 1997 | Vampire Savior: The Lord of Vampire     |
| 1997 | Vampire Hunter 2: Darkstalkers' Revenge |
| 1997 | Vampire Savior 2: The Lord of Vampire   |
| 1998 | Darkstalkers 3                          |
| 1999 |                                         |
| 2000 | Vampire Chronicle for Matching Service  |
| 2001 |                                         |
| 2002 |                                         |
| 2003 |                                         |
| 2004 | Darkstalkers Chronicle: The Chaos Tower |
| 2005 | Vampire: Darkstalkers Collection        |
| 2006 |                                         |
| 2007 |                                         |
| 2008 |                                         |
| 2009 |                                         |
| 2010 |                                         |
| 2011 |                                         |
| 2012 |                                         |
| 2013 | Darkstalkers Resurrection               |

La série Darkstalkers débute en 1994 avec Darkstalkers: The Night Warriors, le jeu est d'abord publié sur arcade,, via le système CPS II puis est porté sur PlayStation en 1996. The Night Warriors comprend dix personnages sélectionnables et deux boss non-jouables à affronter lorsque les dix autres combattants ont été vaincus. Capcom continue le développement de la série avec le second volet produit sous le titre de Night Warriors: Darkstalkers' Revenge, le jeu sort sur arcade en 1995 toujours via le CPS II,. Darkstalkers' Revenge est porté sur Sega Saturn en 1996 mais n'est pas publié sur PlayStation, en raison de problèmes rencontrés durant la conversion sur la console de Sony, qui ont engendré du retard.
Vampire Savior: The Lord of Vampire est le troisième épisode de la série paru en 1997 sur arcade,,, Capcom donne provisoirement le titre de Darkstalkers: Jedah's Damnation pour la sortie arcade en dehors du Japon. Trois personnages disparaissent de la liste des combattants (Donovan, Phobos et Pyron) tandis que quatre autres nouveaux personnages font leur apparition (Jedah Dohma, Q-Bee, Bulleta et Lilith),. Le jeu est porté en 1998 sur Sega Saturn uniquement au Japon, il s'agit du deuxième titre de Capcom sur Saturn à proposer une cartouche RAM de 4MB,,.
En septembre 1997, deux nouveaux jeux sortent simultanément et exclusivement en arcade au Japon : Vampire Savior 2: The Lord of Vampire et Vampire Hunter 2: Darkstalkers' Revenge. Vampire Savior 2 reprend le gameplay de Vampire Savior: The Lord of Vampire avec un changement de personnages tandis que Vampire Hunter 2 possède les mêmes personnages que Vampire Savior mais utilise un gameplay différent. Vampire Savior: The Lord of Vampire est adapté en 1998 sur PlayStation sous le titre de Darkstalkers 3. Capcom publie en 2000 une compilation sur Dreamcast intitulée Vampire Chronicle for Matching Service, le jeu contient tous les personnages de la série ainsi et les styles de combat de chaque jeu sont sélectionnables.

## Personnages
| Personnages                | Espèce/Métier                                       | Origine                  | Seiyu (doubleur)  |
| -------------------------- | --------------------------------------------------- | ------------------------ | ----------------- |
| Anakaris                   | Momie                                               | Égypte                   | Kan Tokumaru      |
| Baby Bonnie Hood (Bulleta) | Chasseuse de prime inspirée du petit chaperon rouge | Europe du Nord           | Miyuki Matsushita |
| Bishamon                   | Fantôme de samouraï                                 | Japon                    | Kan Tokumaru      |
| Demitri Maximoff           | Vampire                                             | Roumanie                 | Nobuyuki Hiyama   |
| Donovan Baine              | Dhampire (chasseur de vampires)                     | Inconnue                 | Nobuyuki Hiyama   |
| Felicia                    | Femme-chat (kemono)                                 | États-Unis               | Kae Araki         |
| Hsien-Ko (Lei-Lei)         | Jiang-shi (fantôme chinois)                         | Chine                    | Michiko Neya      |
| Huitzil (Phobos)           | Robot inspiré des dogū                              | Mexique                  | Jurota Kosugi     |
| Jedah Dohma                | Messie maléfique librement inspiré de la Faucheuse  | Makai (monde des démons) | Isshin Chiba      |
| Jon Talbain (Gallon)       | Loup-garou                                          | Angleterre               | Yuji Ueda         |
| Lilith Aensland            | Succube et "partie de l'âme" de Morrigan            | Écosse                   | Hiroko Konishi    |
| Lord Raptor (Zabel Zarock) | Zombie                                              | Australie                | Yuji Ueda         |
| Morrigan Aensland          | Succube                                             | Écosse                   | Yayoi Jinguji     |
| Pyron                      | Extraterrestre de feu                               | Planète Hellstorm        | Nobuyuki Hiyama   |
| Q-Bee                      | Femme-abeille (kemono)                              | Makai                    | Miyuki Matsushita |
| Rikuo (Aulbath)            | Merman (homme-poisson, kemono)                      | Brésil                   | Yuji Ueda         |
| Sasquatch                  | Bigfoot/Yéti                                        | Canada                   | Kan Tokumaru      |
| Victor von Gerdenheim      | Inspiré de la créature de Frankenstein              | Allemagne                | Kan Tokumaru      |

## À savoir
- Le nom de Rikuo est un jeu de mots basé sur Ricou Browning, l'acteur jouant le rôle-titre dans L'Étrange Créature du lac noir.
- Huitzil est le diminutif de Huitzilopochtli, le dieu aztèque du soleil et de la guerre.